# Warrington Wolves Rugby League Football Club
Les Warrington Wolves sont un club professionnel anglais de rugby à XIII basé à Warrington dans le Cheshire. Ils évoluent dans la Super League qui est le championnat élite d'Europe (regroupant des clubs anglais, français et gallois). Ils ont remporté à trois reprises le championnat — 1948, 1954 et 1955 — ainsi qu'à huit reprises la Challenge Cup (1905, 1907, 1950, 1954, 1974, 2009, 2010 & 2012).
Le club est fondé en 1879 en tant que club de rugby (qui devient plus tard le rugby à XV) puis participe à la fondation de la Northern Rugby Football Union (qui prend le nom plus tard de la « Rugby Football League ») en 1895 qui est à l'origine directe de la naissance du rugby à XIII. Le club évolue en Super League depuis sa création en 1996 et ne l'a plus quitté depuis. Il dispute ses matchs au Halliwell Jones Stadium, doté d'une capacité actuelle de 13 024 places.

## Palmarès
| Super League (précédemment RFL Championship)                                                                                      | Challenge Cup |
| --- | --- |
| - Champion (3) : 1948, 1954 et 1955. - Finaliste (12) : 1926, 1935, 1937, 1949, 1951, 1961, 1979, 1981, 2012, 2013, 2016 et 2018. | - Vainqueur (9) : 1905, 1907, 1950, 1954, 1974, 2009, 2010, 2012 et 2019. - Finaliste (10) : 1901, 1904, 1913, 1928, 1933, 1936, 1975, 1990, 2016 et 2018. |

## Histoire
Le palmarès du club, déjà éloquent en lui même, montre que le club de Warrington est un pilier historique du rugby à XIII en Angleterre.
Deux faits d'arme du club sont restés en effet dans les esprits et confirment ce statut.
En 1954, c'est devant une « chambrée » record de 102 569 spectateurs, que le club rejoue une finale de Challenge Cup face à Halifax. Warrigton bat alors ce club qu'il retrouve après pour la grande finale du Championnat, trois jours après. Il bat à nouveau Halifax et effectue alors un doublé Challenge Cup-Championnat.
Bien plus tard , en 2010, le club marque l'actualité en battant les Rhinos de Leeds en finale de Superleague.

## Joueurs emblématiques
Le premier joueur véritablement emblématique, est l'ailier australien, Brian Bevan qui joue pour le club de 1945 à 1962, et qui, sur les 796 essais marqués pendant sa carrière, en aura réalisé un grand nombre pour Warrington.
Plusieurs joueurs de Warrington ont été nommés dans l'équipe type de la Super League : Paul Sculthorpe en 1996, Graham Appo en 2003, Kevin Penny en 2007, Ben Westwood en 2008, 2010, 2011 et 2012, Adrian Morley en 2009 et 2010, Matt King en 2010, Joel Monaghan en 2011, Garreth Carvell en 2011, Ryan Atkins en 2012 et 2016, Chris Hill en 2012, 2014 et 2016, Kurt Gidley en 2016, Ben Currie en 2016, Blake Austin en 2019, Daryl Clark en 2019, Toby King en 2020 et Mike Cooper 2020.
Deux joueurs ont remporté le Man of Steel : Ken Kelly en 1981, Jonathan Davies en 1994. Trois joueurs ont remporté le Harry Sunderland Trophy : Barry Philbin en 1974, Les Boyd en 1986 et Stefan Ratchford en 2018. Enfin, plusieurs ont remporté le Lance Todd Trophy : Gerry Helme en 1950 et 1954, Derek Whitehead en 1974, Michael Monaghan en 2009, Lee Briers en 2010, Brett Hodgson en 2012 et Daryl Clark en 2019.

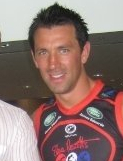
Paul Sculthorpe
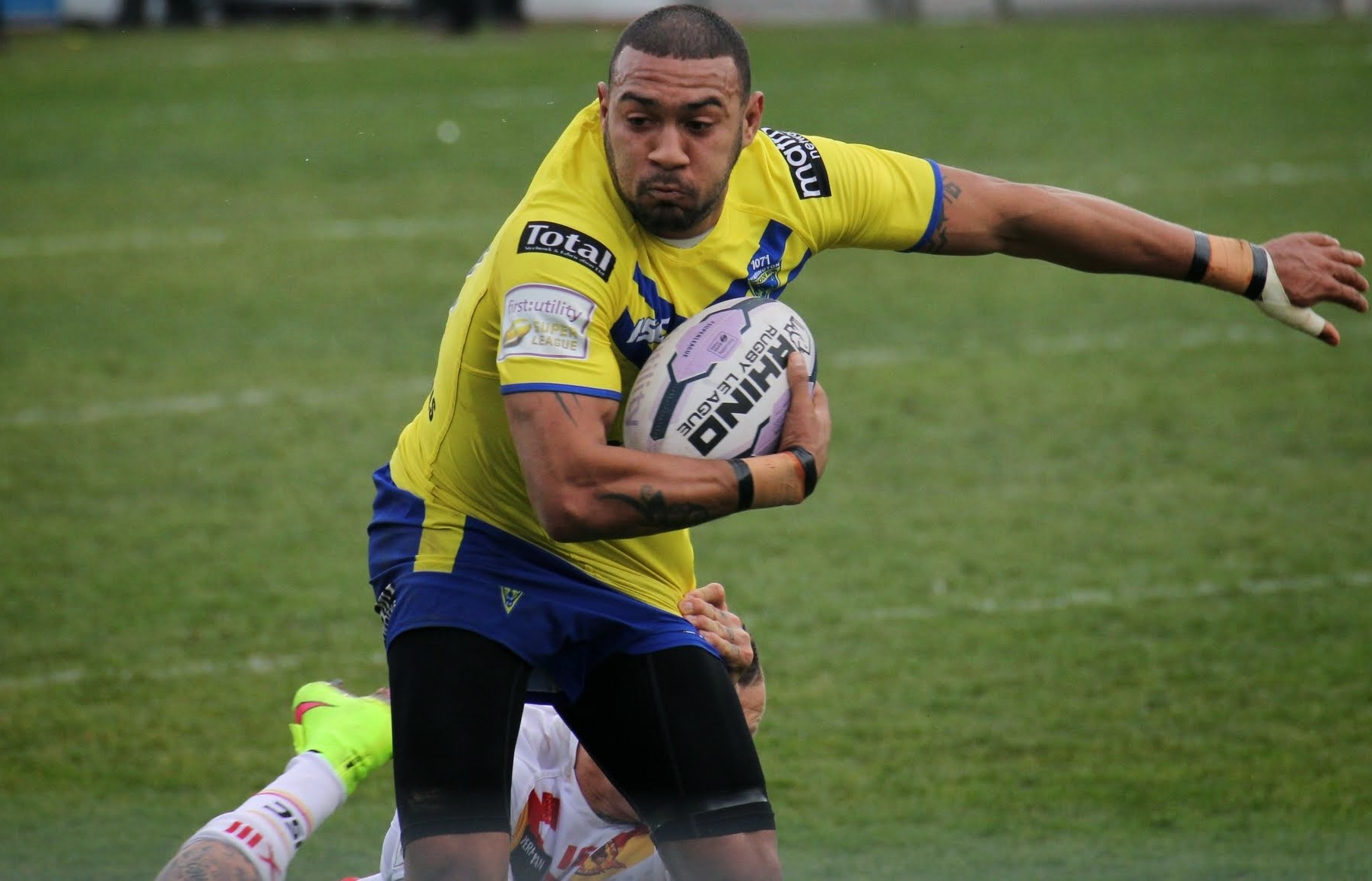
Kevin Penny
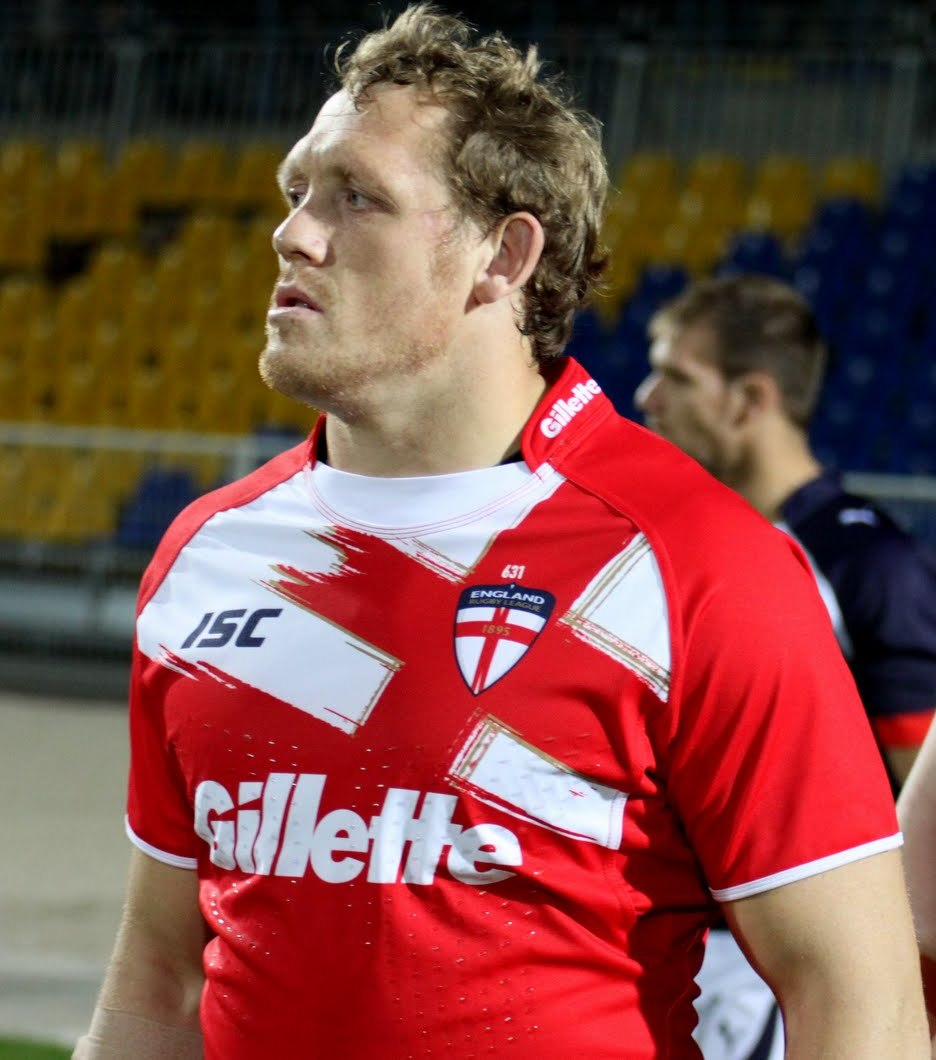
Ben Westwood
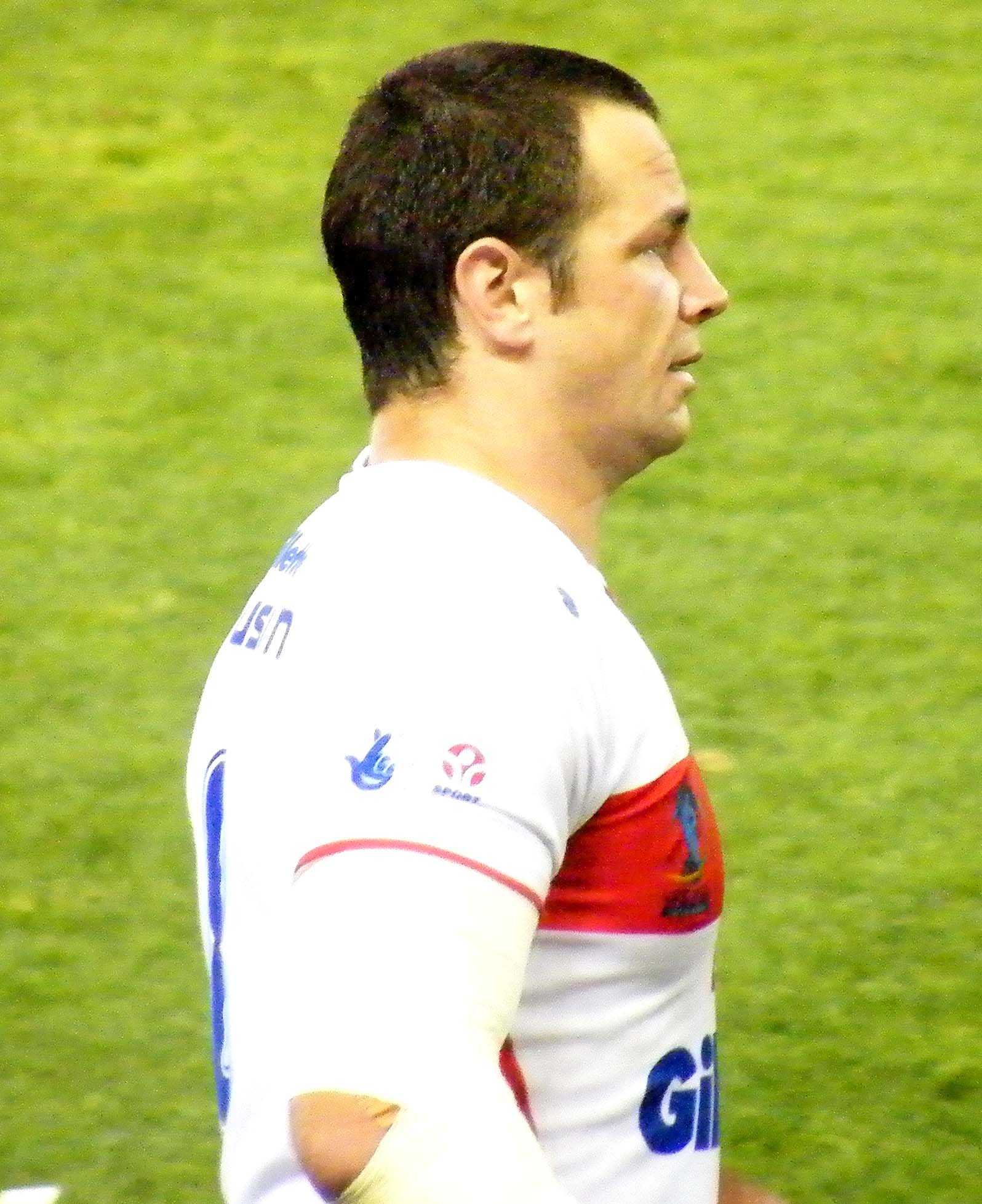
Adrian Morley
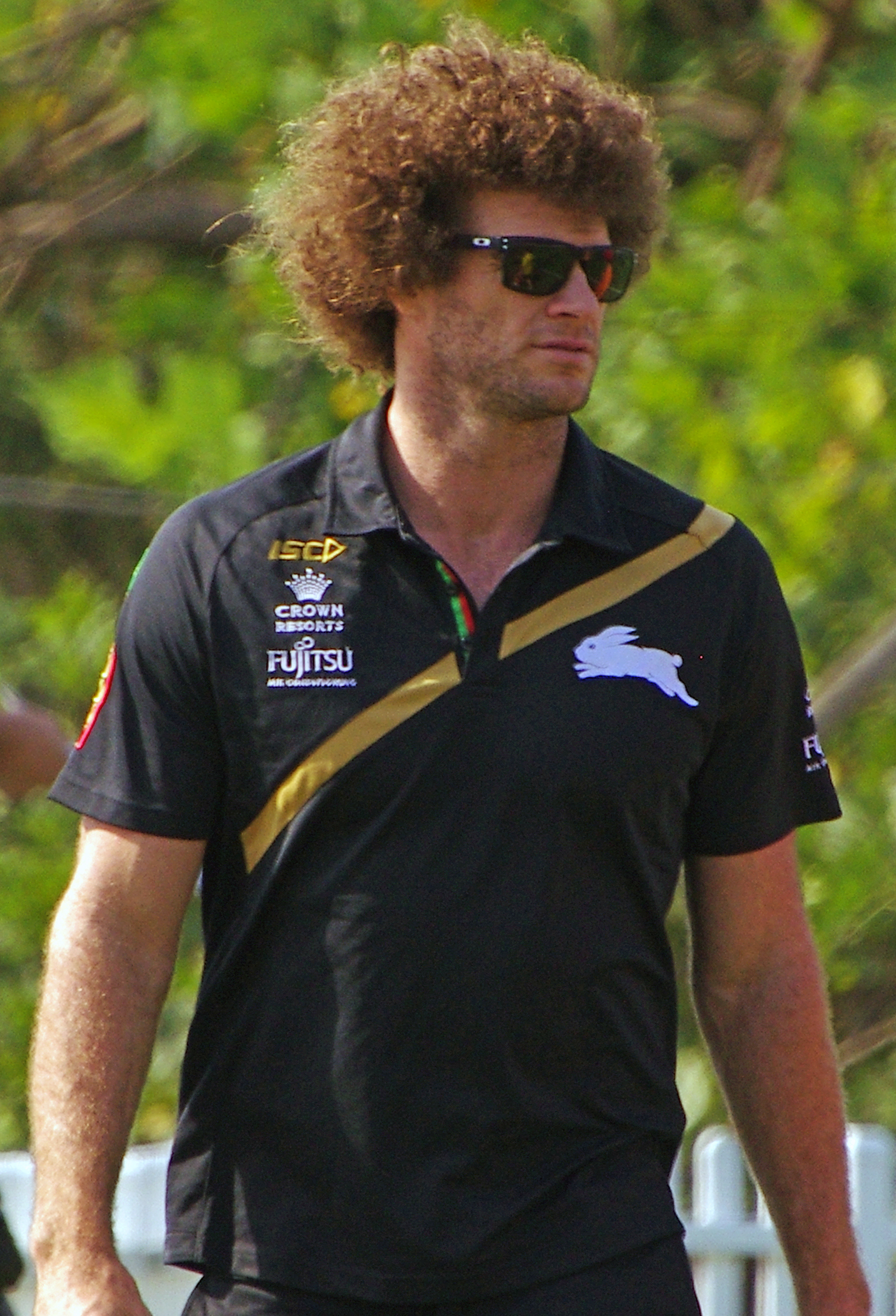
Matt King
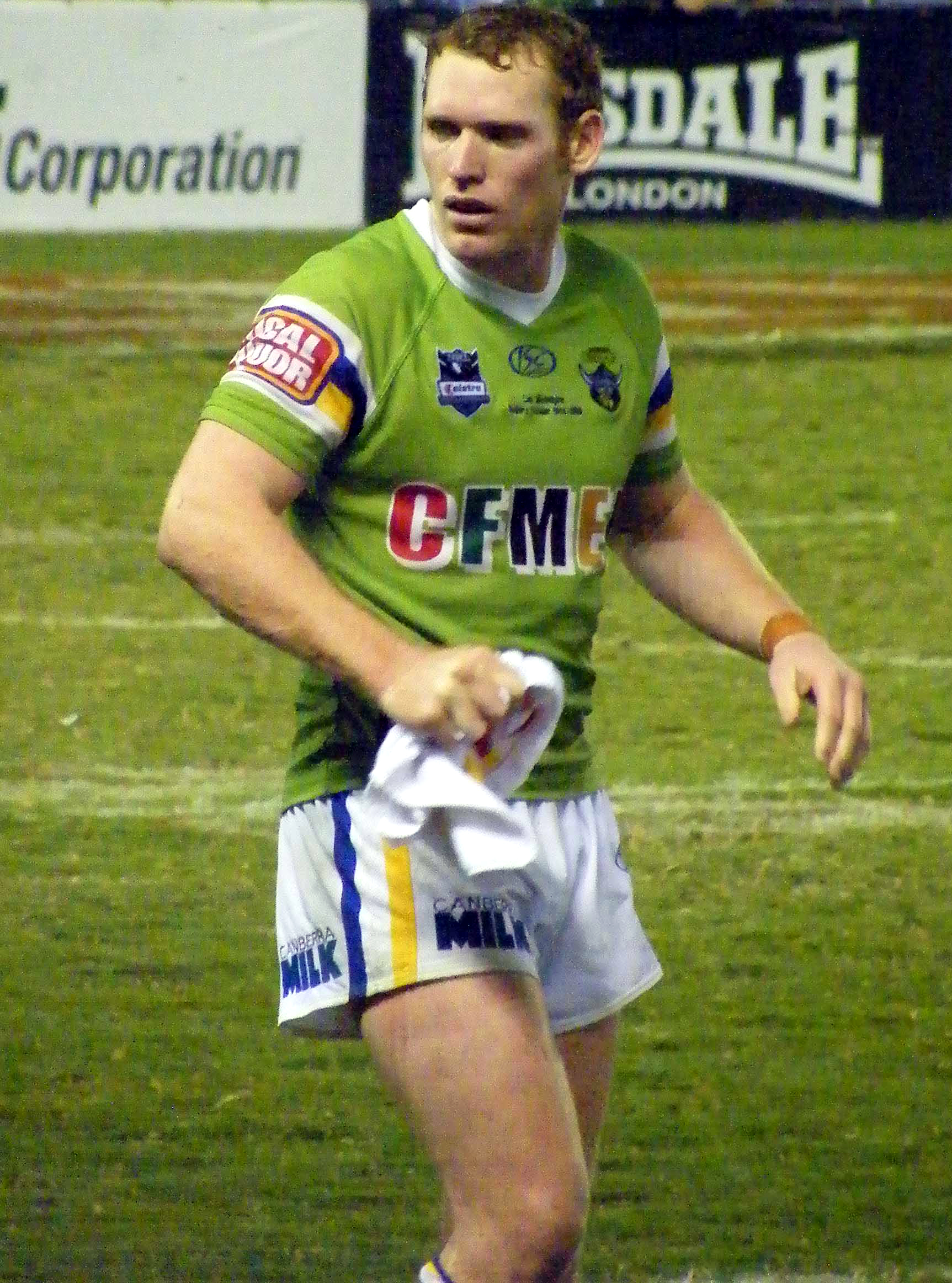
Joel Monaghan
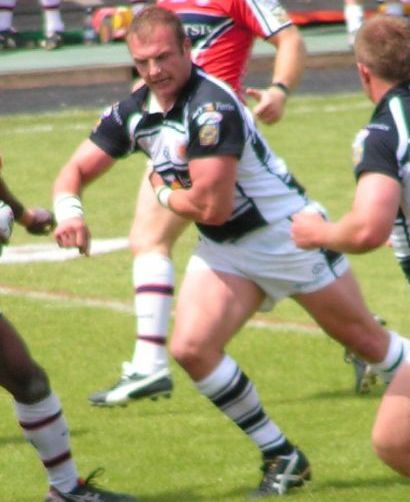
Garreth Carvell
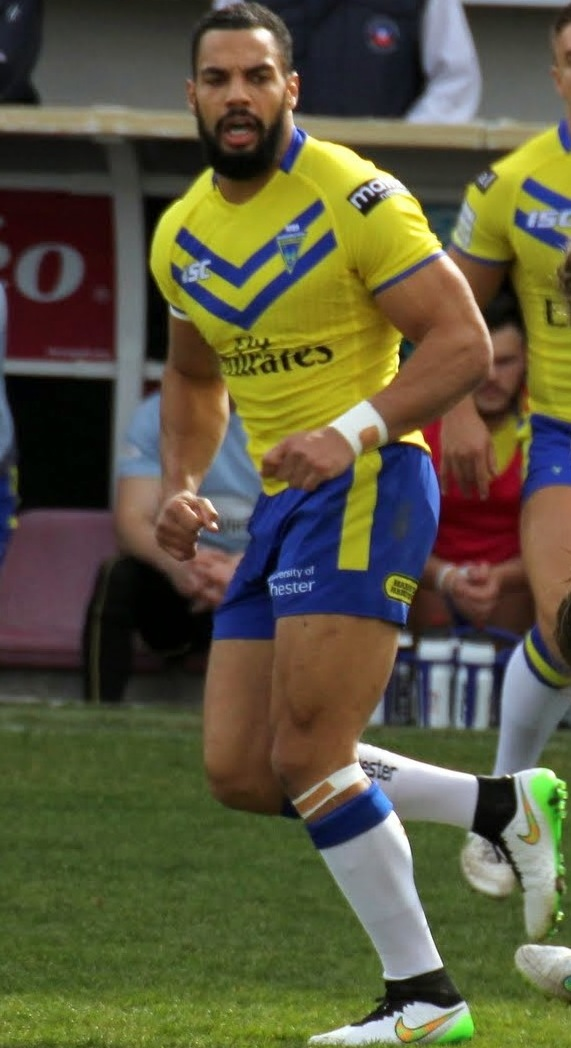
Ryan Atkins
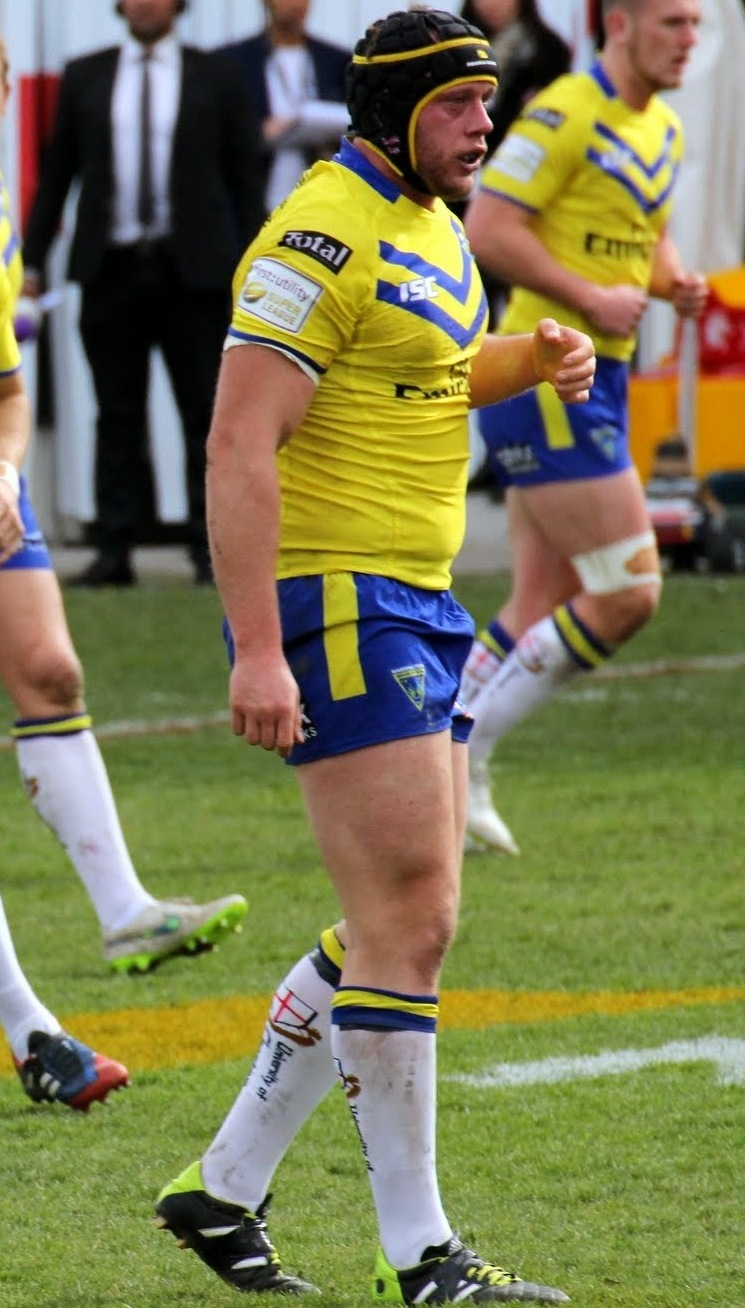
Chris Hill
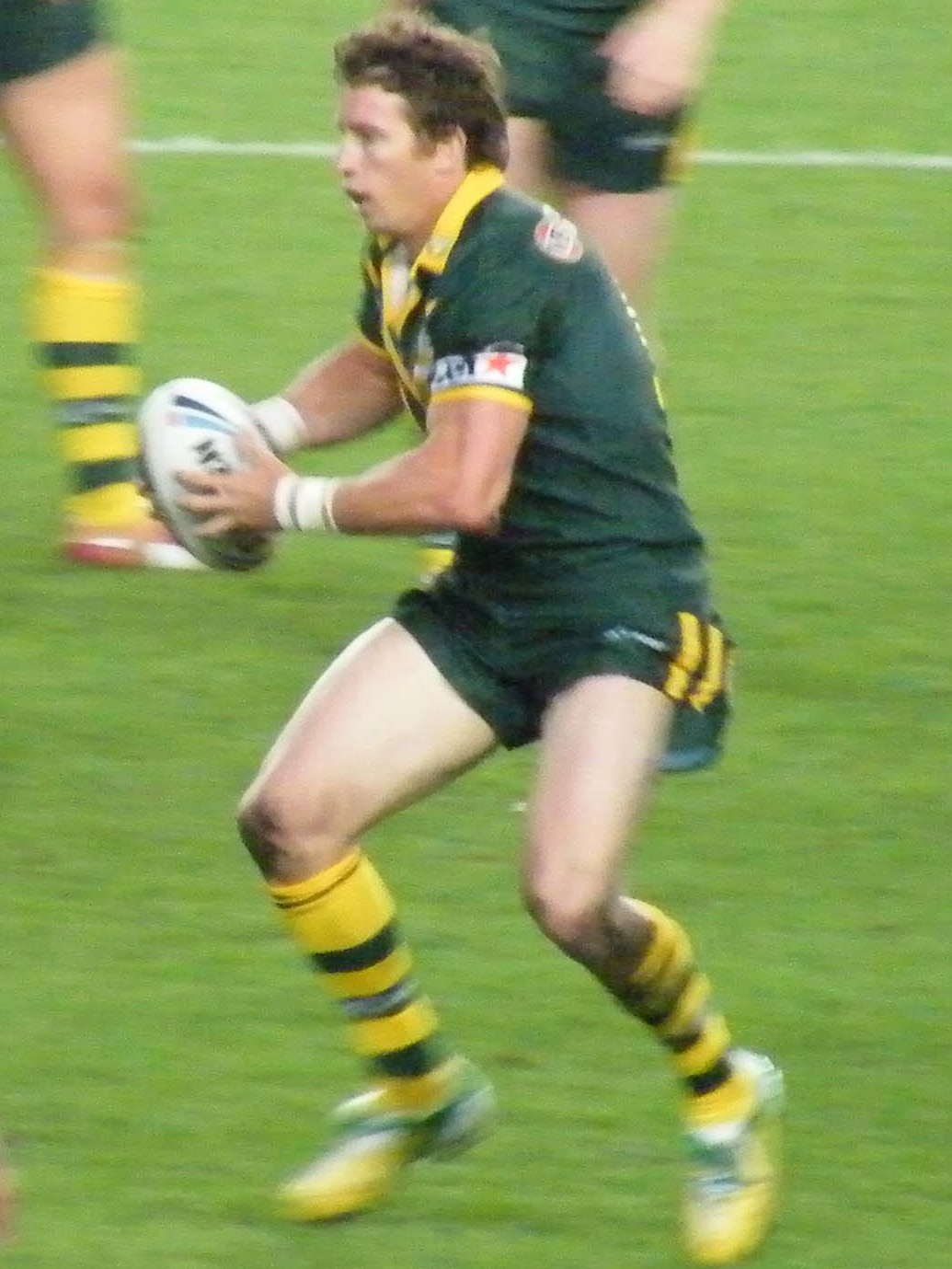
Kurt Gidley
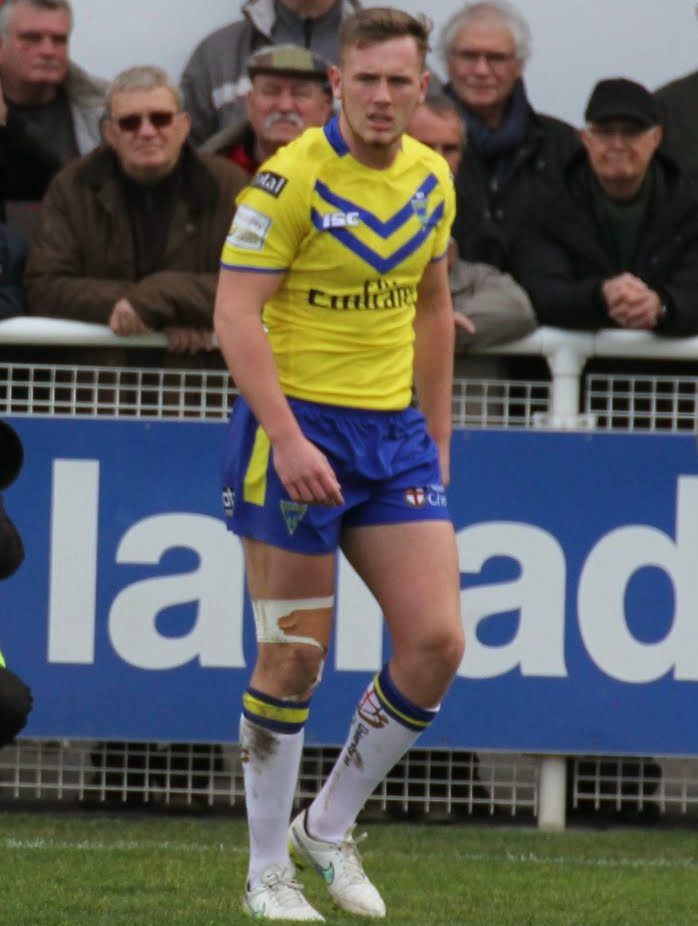
Ben Currie
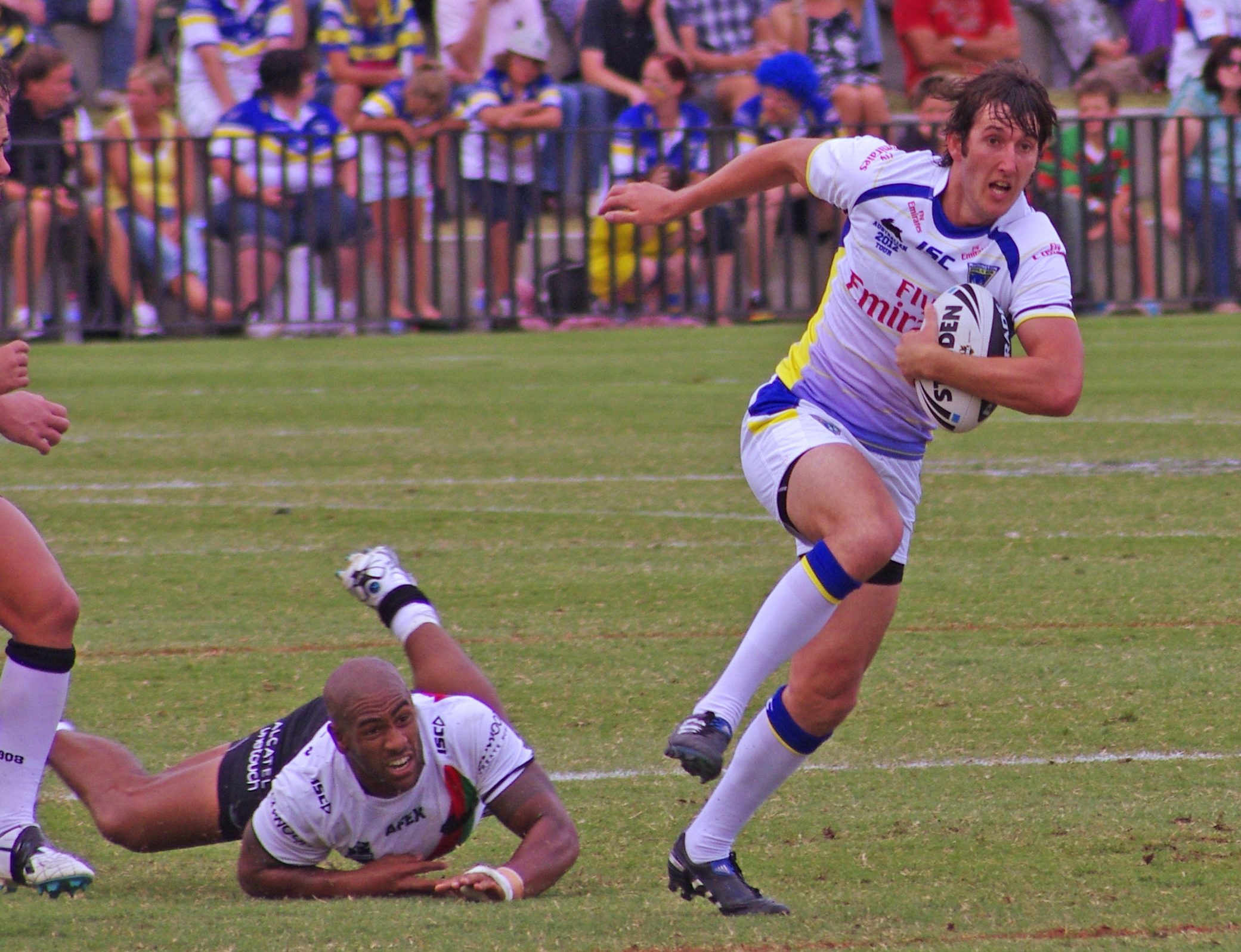
Stefan Ratchford
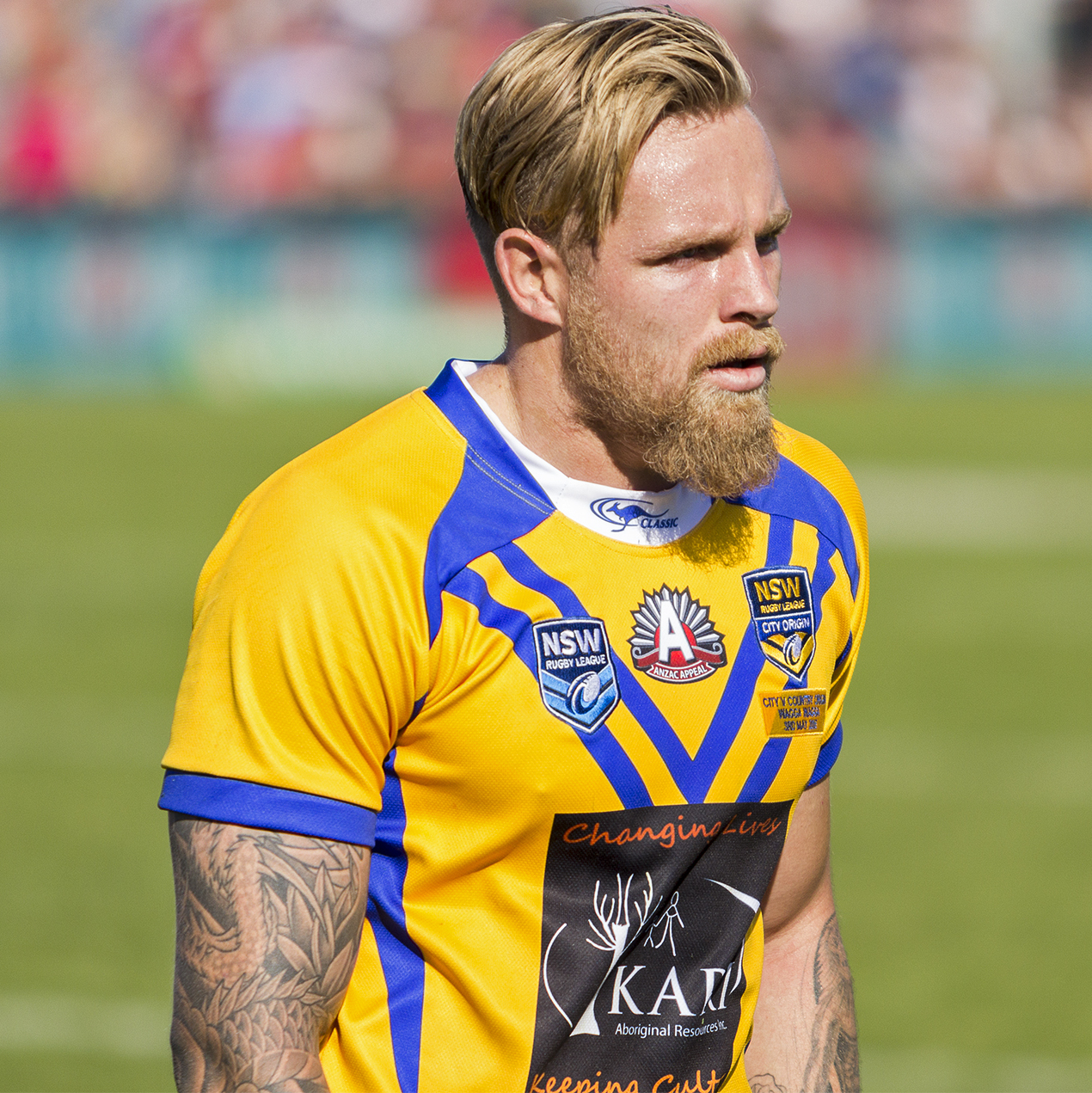
Blake Austin
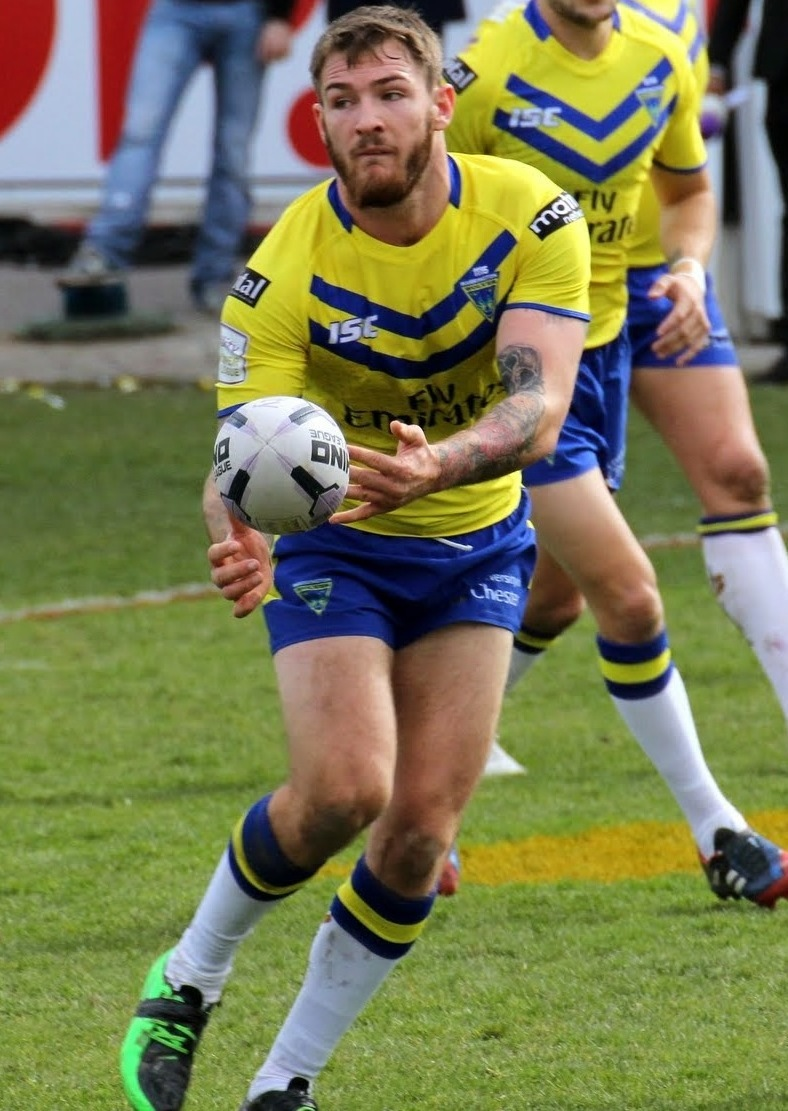
Daryl Clark

## Bilan du club toutes saisons et toutes compétitions confondues
| Année       | Année       | Saison régulière Super League | Saison régulière Super League | Saison régulière Super League | Saison régulière Super League | Saison régulière Super League | Saison régulière Super League | Saison régulière Super League | Saison régulière Super League | Phase finale Super League | Phase finale Super League | Phase finale Super League | Phase finale Super League | Phase finale Super League | Phase finale Super League | Phase finale Super League | Challenge Cup      |
| Année       | Année       | Class.                        | Points                        | MJ                            | V.                            | N.                            | D.                            | Pp.                           | Pc.                           | Perf.                     | MJ                        | V.                        | N.                        | D.                        | Pp.                       | Pc.                       | Performance        |
| Saison 1996 | Saison 1996 | 5e                            | 24                            | 22                            | 12                            | 0                             | 10                            | 569                           | 565                           | pas de phase finale       | pas de phase finale       | pas de phase finale       | pas de phase finale       | pas de phase finale       | pas de phase finale       | pas de phase finale       | Huitième de finale |
| Saison 1997 | Saison 1997 | 9e                            | 16                            | 22                            | 8                             | 0                             | 14                            | 437                           | 647                           | pas de phase finale       | pas de phase finale       | pas de phase finale       | pas de phase finale       | pas de phase finale       | pas de phase finale       | pas de phase finale       | Quart de finale    |
| Saison 1998 | Saison 1998 | 10e                           | 15                            | 23                            | 7                             | 1                             | 15                            | 411                           | 645                           | Non qualifié              | -                         | -                         | -                         | -                         | -                         | -                         | Huitième de finale |
| Saison 1999 | Saison 1999 | 7e                            | 31                            | 30                            | 15                            | 1                             | 14                            | 700                           | 717                           | Non qualifié              | -                         | -                         | -                         | -                         | -                         | -                         | Quart de finale    |
| Saison 2000 | Saison 2000 | 6e                            | 26                            | 28                            | 13                            | 0                             | 15                            | 735                           | 817                           | Non qualifié              | -                         | -                         | -                         | -                         | -                         | -                         | Demi-finale        |
| Saison 2001 | Saison 2001 | 7e                            | 24                            | 28                            | 11                            | 2                             | 15                            | 646                           | 860                           | Non qualifié              | -                         | -                         | -                         | -                         | -                         | -                         | Demi-finale        |
| Saison 2002 | Saison 2002 | 10e                           | 14                            | 28                            | 7                             | 0                             | 21                            | 483                           | 878                           | Non qualifié              | -                         | -                         | -                         | -                         | -                         | -                         | Huitième de finale |
| Saison 2003 | Saison 2003 | 6e                            | 29                            | 28                            | 14                            | 1                             | 13                            | 748                           | 619                           | 1er tour                  | 1                         | 0                         | 0                         | 1                         | 12                        | 25                        | Seizième de finale |
| Saison 2004 | Saison 2004 | 8e                            | 21                            | 28                            | 10                            | 1                             | 17                            | 700                           | 715                           | Non qualifié              | -                         | -                         | -                         | -                         | -                         | -                         | Demi-finale        |
| Saison 2005 | Saison 2005 | 4e                            | 36                            | 28                            | 18                            | 0                             | 10                            | 792                           | 702                           | 1er tour                  | 1                         | 0                         | 0                         | 1                         | 6                         | 40                        | Seizième de finale |
| Saison 2006 | Saison 2006 | 6e                            | 26                            | 28                            | 13                            | 0                             | 15                            | 743                           | 721                           | 2e tour                   | 2                         | 1                         | 0                         | 1                         | 42                        | 57                        | Quart-de-finale    |
| Saison 2007 | Saison 2007 | 7e                            | 26                            | 27                            | 13                            | 0                             | 14                            | 693                           | 736                           | Non qualifié              | -                         | -                         | -                         | -                         | -                         | -                         | Quart-de-finale    |
| Saison 2008 | Saison 2008 | 6e                            | 28                            | 27                            | 14                            | 0                             | 13                            | 690                           | 713                           | 1er tour                  | 1                         | 0                         | 0                         | 1                         | 8                         | 46                        | Huitième de finale |
| Saison 2009 | Saison 2009 | 10e                           | 24                            | 27                            | 12                            | 0                             | 15                            | 649                           | 705                           | Non qualifié              | -                         | -                         | -                         | -                         | -                         | -                         | Vainqueur          |
| Saison 2010 | Saison 2010 | 3e                            | 40                            | 27                            | 20                            | 0                             | 7                             | 885                           | 488                           | 2e tour                   | 2                         | 0                         | 0                         | 2                         | 34                        | 62                        | Vainqueur          |
| Saison 2011 | Saison 2011 | 1er                           | 44                            | 27                            | 22                            | 0                             | 5                             | 1072                          | 401                           | Demi-finale               | 2                         | 1                         | 0                         | 1                         | 71                        | 26                        | Quart-de-finale    |
| Saison 2012 | Saison 2012 | 2e                            | 41                            | 27                            | 20                            | 1                             | 6                             | 909                           | 539                           | Finaliste                 | 4                         | 2                         | 0                         | 2                         | 84                        | 84                        | Vainqueur          |
| Saison 2013 | Saison 2013 | 2e                            | 41                            | 27                            | 20                            | 1                             | 6                             | 836                           | 461                           | Finaliste                 | 3                         | 2                         | 0                         | 1                         | 86                        | 72                        | Demi-finale        |
| Saison 2014 | Saison 2014 | 5e                            | 35                            | 27                            | 17                            | 1                             | 9                             | 793                           | 515                           | Demi-finale               | 3                         | 2                         | 0                         | 1                         | 64                        | 49                        | Demi-finale        |
| Saison 2015 | Saison 2015 | 6e                            | 30                            | 30                            | 15                            | 0                             | 15                            | 714                           | 636                           | Non qualifié              | -                         | -                         | -                         | -                         | -                         | -                         | Demi-finale        |
| Saison 2016 | Saison 2016 | 1er                           | 43                            | 30                            | 21                            | 1                             | 8                             | 852                           | 541                           | Finaliste                 | 2                         | 1                         | 0                         | 1                         | 24                        | 22                        | Finaliste          |
| Saison 2017 | Saison 2017 | 9e                            | 34                            | 30                            | 16                            | 2                             | 12                            | 714                           | 695                           | Non qualifié              | 0                         | 0                         | 0                         | 0                         | 0                         | 0                         | Quart de finale    |
| Saison 2018 | Saison 2018 | 4e                            | 37                            | 30                            | 18                            | 1                             | 11                            | 767                           | 561                           | Finaliste                 | 2                         | 1                         | 0                         | 1                         | 22                        | 25                        | Finaliste          |
| Saison 2019 | Saison 2019 | 4e                            | 32                            | 29                            | 16                            | 0                             | 13                            | 709                           | 533                           | 1er tour                  | 1                         | 0                         | 0                         | 1                         | 12                        | 14                        | Vainqueur          |
| Saison 2020 | Saison 2020 | 3e                            | 24                            | 18                            | 12                            | 0                             | 6                             | 379                           | 231                           | 1er tour                  | 1                         | 0                         | 0                         | 1                         | 14                        | 27                        | Demi-finale        |
| Saison 2021 | Saison 2021 | 3e                            | 31                            | 21                            | 15                            | 1                             | 5                             | 588                           | 354                           | 1er tour                  | 1                         | 0                         | 0                         | 1                         | 0                         | 19                        | Demi-finale        |
| Saison 2022 | Saison 2022 | 11e                           | 18                            | 27                            | 9                             | 0                             | 18                            | 568                           | 664                           | Non qualifié              | -                         | -                         | -                         | -                         | -                         | -                         | Huitième de finale |
| Saison 2023 | Saison 2023 | 6e                            | 28                            | 27                            | 14                            | 0                             | 13                            | 597                           | 512                           | 1er tour                  | 1                         | 0                         | 0                         | 1                         | 8                         | 16                        | Quart de finale    |
| Saison 2024 | Saison 2024 | 3e                            | 40                            | 27                            | 20                            | 0                             | 7                             | 740                           | 319                           | Demi-finale               | 2                         | 1                         | 0                         | 1                         | 31                        | 32                        | Finaliste          |
| Saison 2025 | Saison 2025 | -                             | -                             |                               |                               |                               |                               |                               |                               | -                         | -                         | -                         | -                         | -                         | -                         | -                         | En cours           |